# 藤崎町
藤崎町（ふじさきまち、津軽弁:ふんちゃぎ）は、青森県津軽平野の中央に位置する町。南津軽郡に属する。
リンゴの品種「ふじ」が育成され、その名の由来となった町である。

## 地理
- 河川: 平川、浅瀬石川

### 隣接している自治体
- 青森市
- 黒石市
- 弘前市
- 北津軽郡 : 板柳町
- 南津軽郡 : 田舎館村

## 歴史
- 1889年（明治22年）4月1日 - 町村制の施行により藤崎村、葛野村、藤越村が合併して藤崎村が発足。
- 1923年（大正12年）5月20日 -　藤崎村が町制施行して藤崎町となる。
- 1939年（昭和14年）- 町内の農林省園芸試験場東北支場の圃場で「東北7号」の育成が始まる。
- 1955年（昭和30年）2月1日 -　藤崎町と十二里村が合併して藤崎町となる。
- 1956年（昭和31年）8月10日 - 大字林崎が板柳町から編入[3]。
- 1962年（昭和37年）-東北7号が「ふじ」と命名され品種登録。
- 2005年（平成17年）3月28日 -　旧藤崎町が常盤村と新設合併し、改めて藤崎町が発足。
- 2007年（平成19年）9月1日 -　旧浪岡町（青森市浪岡）の増館若柳、増館宮元、郷山前山井、吉野田吉野を青森市から編入する。

## 行政
- 町長：平田博幸  任期：2023年（令和5年）11月19日
- 町議会：定数14人（任期：2023年（令和5年）10月8日まで）

## 地域

### 人口
平成27年国勢調査より前回調査からの人口増減をみると、5.26％減の15,179人であり、増減率は県下40市町村中14位。
| |                                        |  |
| 藤崎町と全国の年齢別人口分布（2005年） | 藤崎町の年齢・男女別人口分布（2005年） |  |
| ■紫色 ― 藤崎町 ■緑色 ― 日本全国 | ■青色 ― 男性 ■赤色 ― 女性              |  |
| 藤崎町（に相当する地域）の人口の推移 \| 1970年（昭和45年） \| 18,355人 \| \| \| 1975年（昭和50年） \| 17,601人 \| \| \| 1980年（昭和55年） \| 17,787人 \| \| \| 1985年（昭和60年） \| 17,620人 \| \| \| 1990年（平成2年） \| 17,139人 \| \| \| 1995年（平成7年） \| 16,940人 \| \| \| 2000年（平成12年） \| 16,858人 \| \| \| 2005年（平成17年） \| 16,495人 \| \| \| 2010年（平成22年） \| 16,021人 \| \| \| 2015年（平成27年） \| 15,179人 \| \| \| 2020年（令和2年） \| 14,573人 \| \| |                                        |  |
| 総務省統計局 国勢調査より |                                        |  |
| 1970年（昭和45年） | 18,355人                               |  |
| 1975年（昭和50年） | 17,601人                               |  |
| 1980年（昭和55年） | 17,787人                               |  |
| 1985年（昭和60年） | 17,620人                               |  |
| 1990年（平成2年） | 17,139人                               |  |
| 1995年（平成7年） | 16,940人                               |  |
| 2000年（平成12年） | 16,858人                               |  |
| 2005年（平成17年） | 16,495人                               |  |
| 2010年（平成22年） | 16,021人                               |  |
| 2015年（平成27年） | 15,179人                               |  |
| 2020年（令和2年） | 14,573人                               |  |

### 教育

#### 小学校
- 藤崎町立藤崎小学校
- 藤崎町立藤崎中央小学校
- 藤崎町立常盤小学校

#### 中学校
- 藤崎町立藤崎中学校
- 藤崎町立明徳中学校

#### 閉校

##### 高等学校
- 青森県立弘前実業高等学校藤崎校舎（旧：青森県立藤崎園芸高等学校）

### 公的機関

#### 警察
弘前警察署管内
- 藤崎駐在所
- 常盤駐在所

#### 消防
- 弘前地区消防事務組合北分署

## 産業

### 商業
- イオン藤崎店（旧ジャスコシティ藤崎）
- さとちょう 常盤店
- コメリハード＆グリーン 藤崎常盤店
- 薬王堂 青森常盤店

### 農業
- 米
- リンゴ
- ニンニク-ときわにんにく（津軽みらい農業協同組合）
- トマト
- アスパラガス
- アルストロメリア
- こめたま（常盤村養鶏農業協同組合）

### 郵便

#### 直営郵便局
- 藤崎郵便局〔集配局〕（84024）
- 陸奥常盤郵便局〔集配局〕（84138）
- 十二里郵便局（84191）

#### 簡易郵便局
- 中島簡易郵便局（84786）

### 宅配便
- ヤマト運輸:青森主管支店青森常盤センター（旧常盤村域）

## 交通

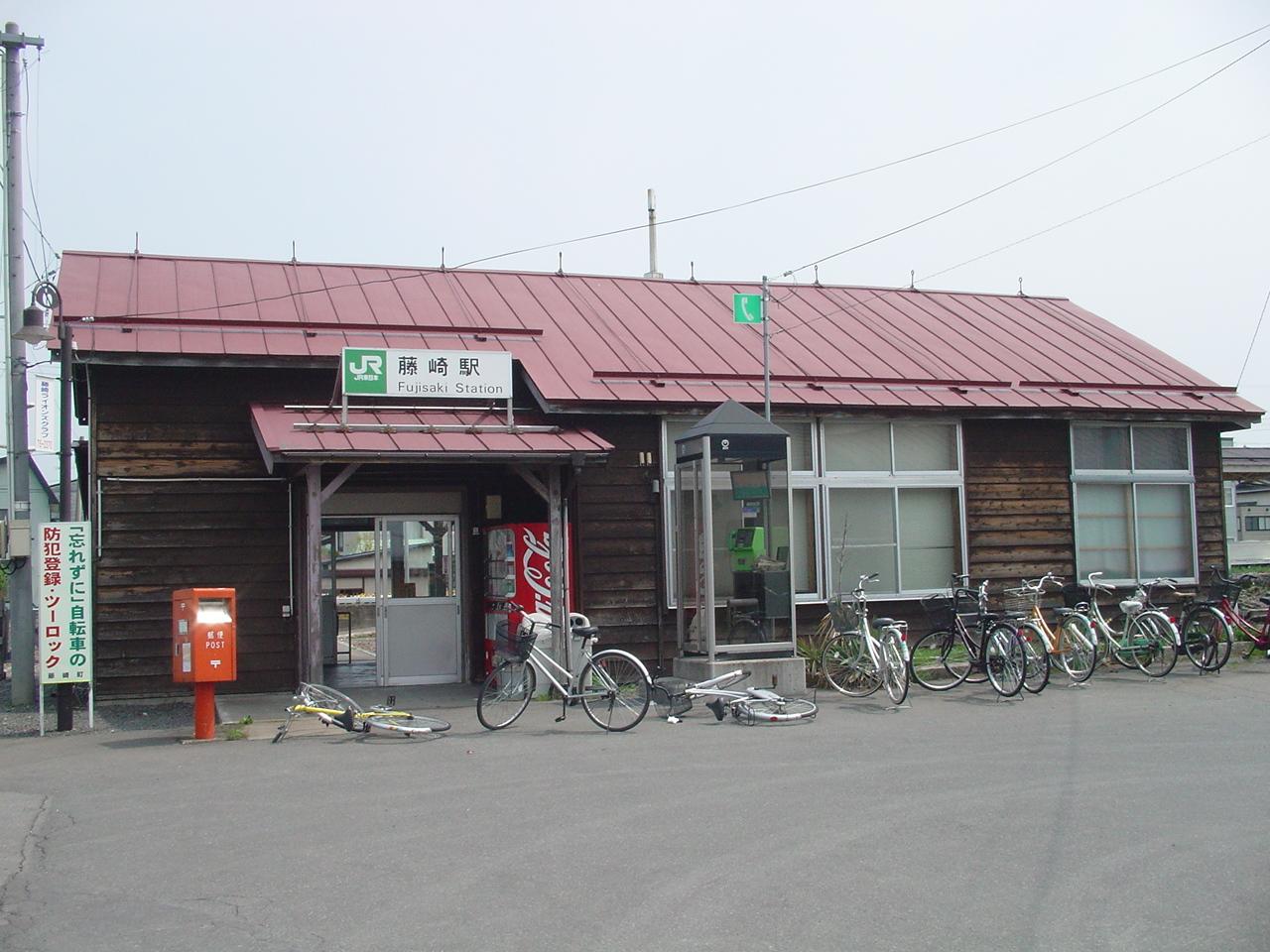
藤崎駅（2013年秋までの駅舎）

### 鉄道路線
- 東日本旅客鉄道（JR東日本）
  - 奥羽本線：北常盤駅
  - 五能線：林崎駅 - 藤崎駅

### 路線バス
- 弘南バス
  - 弘前 - 浪岡線
  - 弘前 - 五所川原線（但し、半数の便は藤崎町内は停車しない。）
  - 急行弘前 - 青森空港線（町内は「藤崎舟場角」のみ停車）

### 道路
- 一般国道
  - 国道7号
  - 国道339号
- 主要地方道
  - 青森県道38号五所川原黒石線
- 一般県道
  - 青森県道110号黒石藤崎線
  - 青森県道131号前坂藤崎線
  - 青森県道136号常盤新山線
  - 青森県道147号増館堂野前線
  - 青森県道196号五林平藤崎線
  - 青森県道199号太田藤崎線
  - 青森県道203号常海橋銀線
  - 青森県道239号藤崎停車場線
  - 青森県道285号浪岡藤崎線（旧国道7号）

## 観光スポット
- 唐糸御前史跡公園
- 白鳥ふれあい広場
- 白鳥観察施設こーやまるくん
- アイリスガーデン花泉
- 藤崎場外（青森競輪場場外車券売場）
- 常盤ふるさと資料館あすか〔藤崎町水木字村元〕

## 行事・イベント
- ながしこ
- ふじフェスタ - リンゴのイベント。品種「ふじ」の名称は藤崎町に因む。
- ときわいきいきまつり
- 常盤八幡宮年縄奉納裸参り
- 津軽花火大会（打ち上げ数-約4000発）
- 藤崎ねぷた祭
- 鍋ワングランプリ
- ふじさき秋まつり

## 出身有名人
- 木村文男（元衆議院議員、元町長）
- 木村守男（元青森県知事、元衆議院議員）
- 木村太郎（元防衛庁副長官、元衆議院議員）
- 木村次郎[4]（元国土交通大臣政務官、前衆議院議員）
- 東さくら（女優・タレント）
- 大ノ里萬助（大相撲）
- 綾浪徳太郎（大相撲）
- 大ノ高純市（大相撲）
- 長内敬（外交官）
- 佐々木新一（歌手）
- ケンドー・カシン（プロレスラー）
- 原崎政人（元プロサッカー選手）

ゆかりの人物
- 川合勇太郎（民話・口承文芸研究家） - 青森町出身。藤崎町出身の祖母から聞かされた昔話を方言のまま記録した『津軽むがしこ集』（1930年）、『青森県の昔話』（1972年）などの著作がある。